# Авл Теренций Варрон (легат)
Авл Тере́нций Варро́н (лат. Aulus Terentius Varrō; умер после 146 года до н. э.) — римский политический деятель из плебейского рода Теренциев, легат в 146 году до н. э.

## Биография
Авл Теренций принадлежал к незнатному плебейскому роду. Предположительно его отцом был претор 184 года до н. э. того же имени, а дедом — Гай Теренций Варрон, консул 216 года до н. э. Родным или двоюродным братом Авла мог быть Теренций Варрон с неизвестным преноменом, занимавший должность квестора в 154 году до н. э. и погибший в Испании.
Авл-младший упоминается в источниках только в связи с событиями 146 года до н. э. Он был одним из десяти легатов, которые совместно с Луцием Муммием организовали новый политический порядок в Греции после Ахейской войны. За это Варрон удостоился статуи в Олимпии.